# Campionato mondiale femminile di pallacanestro Under-19 1989
Il 2º Campionato mondiale femminile di pallacanestro Under-19 (noto anche come 1989 World Championship for Junior Women) si è svolto in Spagna nella città di Bilbao, dal 23 al 30 luglio 1989.

## Classifica finale
| Campione del Mondo | Campione del Mondo | Campione del Mondo |
| --- | ------------------ | --- |
| Unione Sovietica under 194 Chevčuk, 5 Savel'eva, 6 Jonkutė, 7 Mkheidze, 8 Šved, 9 Chodakova, 10 Vilutytė, 11 Mozgovaja, 12 Pavlikina, 13 Vounatjants, 14 Zasul'skaja, 15 Svyrydova, All. - |                    | |
| Argento | Jugoslavia         | Jugoslavia under 194 Nedović, 5 Ilić, 6 Zupan, 7 Wild, 8 Velimirović, 9 Nakić, 10 Bajkuša, 11 Lelas, 12 Bjedov, 13 Vesel, 14 Dukić, 15 Džolić, All. Miodrag Vesković           |
| Bronzo | Australia          | Australia under 194 McConnell, 5 Gorman, 6 Bargeus, 7 Landon, 8 Burgess, 9 Smith, 10 Moyle, 11 Wilts, 12 Hamilton, 13 Gubbels, 14 Bonney, 15 Robillard, All. Ray Tomlinson     |
| 4. | Cecoslovacchia     | Cecoslovacchia under 194 Blanková, 5 Vasilková, 6 Janušová, 7 Danišková, 8 Studená, 10 Hudecová, 11 Hiráková, 12 Krkošková, 13 Chupíková, 14 Bobrovská, 15 Bezděčíková, All. - |
| 5. | Spagna             | Spagna under 194 Sánchez, 5 Hernández, 6 Ares, 7 Rodríguez, 8 Valero, 9 Vara, 10 Clara, 11 Álvaro, 12 Lobón, 13 Ferragut, 14 Cebrián, 15 Tordesillas, All. -                   |
| 6. | Corea del Sud      | Corea del Sud under 194 Ha, 5 Jeon, 6 Park, 7 Kim H., 8 Kim W., 9 Yu, 10 Son, 11 Jeong, 12 Lee H., 13 Lee J., 14 Cheon, 15 Kang, All. Choe Gyeong-deok                         |
| 7. | Stati Uniti        | Stati Uniti under 194 Joseph, 5 Henning, 6 Staley, 7 Holmes, 8 Leslie, 9 Moore, 10 Hardmon, 11 Head, 12 Robinson, 13 Deden, 14 Parriott, 15 Zeilstra, All. Debbie Ryan         |
| 8. | Brasile            | Brasile under 194 Deise, 5 Helen, 6 Sandra, 7 Lucimara, 8 Janeth, 9 Adriana, 10 Roseli, 11 Maira, 12 Márcia, 13 Cíntia Luz, 14 Giovana, 15 Simone, All. -                      |
| 9. | Cina               | Cina under 194 Huang, 5 Wang Fu., 6 Fu, 7 Liu, 8 Jia, 9 He, 10 Zhang T., 11 Sun, 12 Jie, 13 Wang Fa., 14 Yang, 15 Zhang W., All. -                                             |
| 10. | Cuba               | Cuba under 194 Águila, 5 Ranios, 6 Vigil, 7 Lagnó, 8 Cabrera, 9 Abreu, 10 Herrera, 11 Martínez, 12 Castillo, 13 Gómez, 14 Toledo, 15 Cárdenas, All. -                          |
| 11. | Bulgaria           | Bulgaria under 194 Savova, 5 Barčovska, 6 Popiankova, 7 Dakova, 8 Popova, 9 Geševa, 10 Angelova, 11 Mikova, 12 Ruseva, 13 Varbanova, 14 A. Ivanova, 15 Brănzova, All. -        |
| 12. | Zaire              | Zaire under 194 Okako, 5 D. Heoga, 6 B. Hwahba, 7 N. Mangulu, 8 Yungi, 9 N. Nsibmuedi, 10 N. Muaxi, 11 B. Hupia, 12 Kano, 13 M. Mbay, 14 N'Goy Benga, 15 H. Mbali, All. -      |